# 南島原市立南有馬小学校
南島原市立南有馬小学校（みなみしまばらしりつ みなみありましょうがっこう）は、長崎県南島原市南有馬町乙にある公立小学校。

## 概要
歴史
1874年（明治7年）に開校した「浦田小学校」と「大江小学校」を前身とする。1886年（明治19年）に統合された。2009年（平成21年）に創立135周年を迎えた。
学校教育目標
「敬の心と志をもって人格の高揚に励む子どもの育成」
校章
1966年（昭和41年）に当時の校長によって制定。桜の花弁と校名「南有馬」の「ミナミ」を図案化したものを組み合わせたものを背景にして、中央に「小」の文字を置いている。
校歌
作詞は北村西望（彫刻家）、作曲は岩崎三郎による。歌詞は2番まであり、校名の「南有馬」は歌詞の中に登場しない。
校区
住所表記で南島原市南有馬町全域。中学校区は南島原市立南有馬中学校。

## 沿革
前史（浦田小学校）
- 1874年（明治7年）- 浦田名中組の宮川与兵太の倉庫を校舎として「浦田小学校」が開校。教師2名で教授を開始。
- 1878年（明治11年）5月 - 児童数の増加により、浦田名町口に校舎を新築し移転。
- 1884年（明治17年）
  - 3月 - 「公立中等浦田小学校」に改称。浦田名字中組の中村東四郎所有の屋敷を購入し校舎に充てる。
  - 4月17日 - 学校管理者に村長の三浦十郎が就任。
- 1886年（明治19年）9月 - 統合により廃止される。

前史（大江小学校）
- 1874年（明治7年）- 大江名築山に「大江小学校」が開校。これとは別に大江名中町郷倉に分教場を設置。
- 1884年（明治17年）
  - 3月 - 「公立中等大江小学校」に改称。大江名字川向の永野甚五郎所有の屋敷を購入し校舎に充てる。
  - 4月17日 - 学校管理者に村長の三浦十郎が就任。
- 1886年（明治19年）9月 - 統合により廃止される。

正史（統合）
- 1886年（明治19年）
  - 小学校令の施行により、公立中等浦田小学校と公立中等大江小学校の2校を統合し、「尋常浦田小学校」と改称。
    - 公立中等浦田小学校の校舎を継承。浦田名と大江名に加え、北岡名・古園名・白木野名の児童も収容。

  - 南串山村に（長崎県）「第六高等小学校」が設置される。南有馬村を含む南高来郡6村[2]の児童を対象とした[3]。
- 1887年（明治20年）
  - 9月 - 児童数の増加で校舎がせまくなったため、大江名三崎に新校舎を建設し、「尋常原城小学校」と改称。
  - 12月20日 - 完成間もなく新校舎を焼失。古園名田中と浦田名の馬場只八郎宅を仮教場として分散授業を実施する。
- 1889年（明治22年）
  - 4月 - 町村制の施行により、南有馬村立の小学校となる。
  - この年 - 大江名字田町（現在地）に新校舎が完成し、「尋常有馬小学校」に改称。
  - この年 - 第六高等小学校が口之津村の玉峰寺に移転[3]。
- 1893年（明治26年）
  - 3月 - 小学校令の改正により、「有馬尋常小学校」に改称（「尋常」の位置が変わる）。
  - 9月 - 吉川名・白木野名・古園名に修業年限3年の尋常小学校を設置。3地区の児童は3年生まで各尋常小学校に、4年生は有馬尋常小学校に通うこととする。
  - この年 - 第六高等小学校が廃止され、口之津加津佐南有馬三ヶ村連合高等小学校が口之津村に開校[3]。

- 1894年（明治27年）7月 - 暴風により古園尋常小学校の校舎が倒壊したため、校区を改定し北岡名の児童は1年生から有馬尋常小学校に通うこととする。
- 1895年（明治28年）
  - この年 - 口之津村・加津佐村との学校組合を解消。新たに北有馬村と学校組合を結成し、二村学校組合立有馬高等小学校が古園名に開校。
  - 7月24日 - 台風により本校の校舎が倒壊したため、以下のように分散授業を余儀なくされる。
    - 1年生は馬場只八郎宅、2年生は八幡宮拝殿、3年生は村役場、4年生は森盛生宅を使用して授業が行われた。
- 1896年（明治29年）
  - 3月14日 - 旧校地に新校舎が完成。
  - 9月 - 古園尋常小学校の新校舎が完成したことにより、北岡名の児童が転出。
- 1902年（明治35年）7月 - 学級増に伴い、1教室を2つに分けて授業を実施。
- 1908年（明治41年）4月 - 義務教育が4年から6年に延長されたため、尋常科5年を新設。
- 1909年（明治42年）4月 - 尋常科6年を新設。児童数の増加により校舎を増築。
- 1910年（明治43年）- 第三校舎が完成。校地を拡張。
- 1912年（明治45年）4月 - 有馬高等小学校の廃止に伴い、高等科（修業年限2ヶ年）を併置し「南有馬尋常高等小学校」と改称。
- 1932年（昭和7年）1月1日 - 南有馬村の町制施行に伴い、南有馬町立の小学校となる。
- 1941年（昭和16年）4月1日 - 国民学校令により、「南有馬町南有馬国民学校」と改称。尋常科を初等科に改称。
- 1947年（昭和22年）4月1日 - 学制改革（六・三制の実施）
  - 旧・南有馬国民学校の初等科が改組され、「南有馬町立南有馬小学校」となる。
  - 旧・南有馬国民学校の高等科が改組され、南有馬町立南有馬中学校（新制中学校）となり、小学校に併設される。
- 1952年（昭和27年）- 校歌を制定。
- 1966年（昭和41年）3月 - 校章・校旗が制定。
- 1970年（昭和45年）- 新校舎が完成。
- 1974年（昭和49年）- 創立100周年記念式典を挙行。
- 1981年（昭和56年）- 体育館が完成。
- 2006年（平成18年）3月31日 - 南島原市の発足に伴い、「南島原市立南有馬小学校」（現校名）に改称。
- 2015年（平成27年）4月1日 - 南島原市南有馬地区の小学校4校（吉川・白木野・古園・梅谷）を統合[4]。

## 交通アクセス
- 島鉄バス 「原城駅前」バス停下車。
- 国道251号に面している。

島原鉄道「原城駅」がすぐ近くにあったが、同線が2008年4月に区間廃止したのに伴い廃駅となった。

## 周辺
- 原城址
- 南島原市 南有馬総合支所（旧・南有馬町役場）
- 南島原市立南有馬中学校
- 南有馬郵便局

## 参考資料
- 「南有馬町郷土誌」（1969年（昭和44年）11月5日発行, 南有馬町教育委員会）p.118 -
- 「長崎新聞に見る長崎県戦後50年史（1945～1995）」（1995年（平成7年）8月9日発行, 長崎新聞社）「南有馬町」